# レイド (コンピュータゲーム)
コンピュータゲームにおいて、レイド（raid）はMMORPGのミッションの一種。レイドでは多くの人が以下に挙げるいずれかを倒すことを目的とする：（a）プレイヤー対プレイヤー（PVP）での他の多くの人々（b）プレイヤー対環境 （PVE）の戦場での一連のコンピューター制御の敵（NPC）または（c）非常に強力なボス （スーパーボス）。レイドミッションは通常、ゲーム内の他のプレイヤーとは別のサーバーインスタンスであるインスタンスダンジョン内で起きる。 
『スタークラフト』のようなミリタリーリアルタイムストラテジー（RTS）ゲームでは、「レイド」は通常軍事戦術を指す。 

## 起源
この用語自体は「突然の攻撃および/または何らかの目標（物）の強奪」という軍事的定義に由来している。 
レイドは、DikuMUDとして知られるテキストMUDのクラスから始まり、レイドのコンセプトを現代の3DのMMORPGにもたらした1999年のMMORPG『エバークエスト』に大きな影響を与えた。2019年現在、レイドを特徴とする最大かつ最も人気のあるゲームは、ブリザードの2004年のMMORPG『World of Warcraft』である。 

## レイドの戦術
レイドで構成される戦闘では、通常、プレイヤーがチームのメンバーとして特定の役割を担いながら互いに連携する必要がある。タンク、ヒーラーおよびダメージディーラーの役割は、MMORPGグループ構成の「三位一体」として知られている。他の一般的な役割には、バフ、群衆制御および引っ張り（戦闘を開始するターゲットを選択的に選ぶ）がある。多数のプレイヤーをうまく連携させることは複雑であるため、グループを効率的に指揮するにはレイドのリーダーが必要になる場合が多い。 

## レイドの戦利品
レイドは戦利品が仮想の宝物やユニークなアイテムまたは並外れたステータスと能力を付与するアイテムという点で非常にやりがいがある場合が多いため、プレイヤーに参加するインセンティブを与える。しかし、参加したすべてのプレーヤーに対し個別に与えるための十分な宝物がない場合が多く、プレイヤーは戦利品を公平に分配するためにドラゴンキルポイントなどさまざまなシステムを発明した。 

## ギルドのレイド
レイドは、ギルドまたはクランと呼ばれるプレイヤーの連合によってしばしば行われる。レイドギルドには2つのタイプがあり、カジュアルギルドは、平均して週に2〜3日ゲームプレイに費やすと定義されている。そしてハードコアギルドは、週に平均4〜7日間を費やすことと定義されている。 

## 健康リスク
レイドでは何時間も連続したコンスタントなゲームプレイを頻繁に求められるという事実により、一部でそれが身体的に不健康な活動であると考えられるようになった。米国立衛生研究所による2003年の研究では、1週間に20時間以上のMMORPGのプレイと肥満や栄養バランスの崩れ、並びに骨量減少や筋萎縮の傾向の増加が関連することが判明した。これらの懸念のため、中国はMMORPGのプレイ可能時間に関する国家規制を提案した。この措置により、MMORPGを1日に3時間以上プレイする人々にペナルティが課せられる。 

## ゲームレイド
ゲームのレイドは、企業の行動に対する抗議目的または単に楽しむために一般的にデジタルのインフルエンサーによって計画される。彼らは通常、事前に話し合った外見のキャラクターを作成し、彼らの要求が満たされるか各々が疲れるまでゲームサーバーに積み上げていく。 